# ChAI-4
ChAI-4 (ros. ХАИ-4, Искра, Осоавиахимовец Украины) – radziecki doświadczalny samolot w układzie bezogonowym.

## Historia
Maszyna została zaprojektowana przez studentów Charkowskiego Instytutu Lotniczego w latach 30. XX wieku. Był to bezogonowy dolnopłat, z dwuosobową, zakrytą kabiną. Samolot posiadał trapezowe, wykonane z drewna skośne skrzydło, z prostą krawędzią spływu. Płat pokryty był płótnem. Do napędu ChAI-4 wybrano silnik gwiazdowy M-11. Umieszczony z tyłu bardzo krótkiego kadłuba, napędzał trójłopatowe, pchające śmigło. Na końcach skrzydeł znajdowały się stateczniki pionowe ze sterami kierunku. Podwozie stałe, trójpodporowe z tylnym kółkiem ogonowym. Ukończony prototyp został oblatany latem 1934 roku. Za jego sterami siedział pilot Borys Kudrin. Maszyna okazała się być bardzo wymagająca i trudna w pilotażu, z dużym opóźnieniem reagująca na ruchy drążka sterowego. Zaburzona była stabilność podłużna w locie. Samolot trudno było oderwać od ziemi, dodatkowo, charakteryzował się dużą prędkością lądowania. Wszystkie te czynniki sprawiły, że po wykonaniu trzech lotów, ChAI-4 nigdy więcej nie wzbił się w powietrze. Doświadczenia zdobyte podczas prac nad samolotem zostały wykorzystane przy budowie maszyny ChAI-3.